# تري كيلي
تري كيلي (بالإنجليزية: Tre Kelley)‏ مواليد 23 يناير 1985 في واشنطن العاصمة، هو لاعب كرة سلة أمريكي. بدأ مسيرته الاحترافية في سنة 2007. يلعب في الدوري التركي لكرة السلة كلاعب هجوم خلفي. يحمل الرقم 2. يبلغ طوله 6 قدم 0 بوصة (1.8 م).

## المسيرة الاحترافية
لعب مع نادي سيبونا لكرة السلة في موسم 2007–2008، ثم لعب مع الحكمة اللبناني في سنة 2010، ثم لعب مع نادي أوستند لكرة السلة في سنة 2010.

## روابط خارجية
- تري كيلي على موقع الدوري الأوروبي لكرة السلة (الإنجليزية)
- تري كيلي على موقع سبورتس رفرنس (الإنجليزية)
- تري كيلي على موقع كرة السلة الأوروبية.كوم (الإنجليزية)
- تري كيلي على موقع كلية كرة السلة في سبورتس رفرنس.كوم (الإنجليزية)
- تري كيلي على موقع ريلجم (الإنجليزية)
- تري كيلي على موقع بروبوليرز (الإنجليزية)
- تري كيلي على موقع سبورتس رفرنس (الإنجليزية)
- تري كيلي على موقع سبورتس رفرنس (الإنجليزية)